# القمة الخليجية 2018 (الرياض)
قمة مجلس التعاون لدول الخليج العربية 2018 أو القمة الخليجية؛ هي قمة قادة دول مجلس التعاون لدول الخليج العربية عقدت في يوم الأحد 9 ديسمبر 2018 في قصر الدرعية بمدينة الرياض عاصمة المملكة العربية السعودية.

## المشاركون

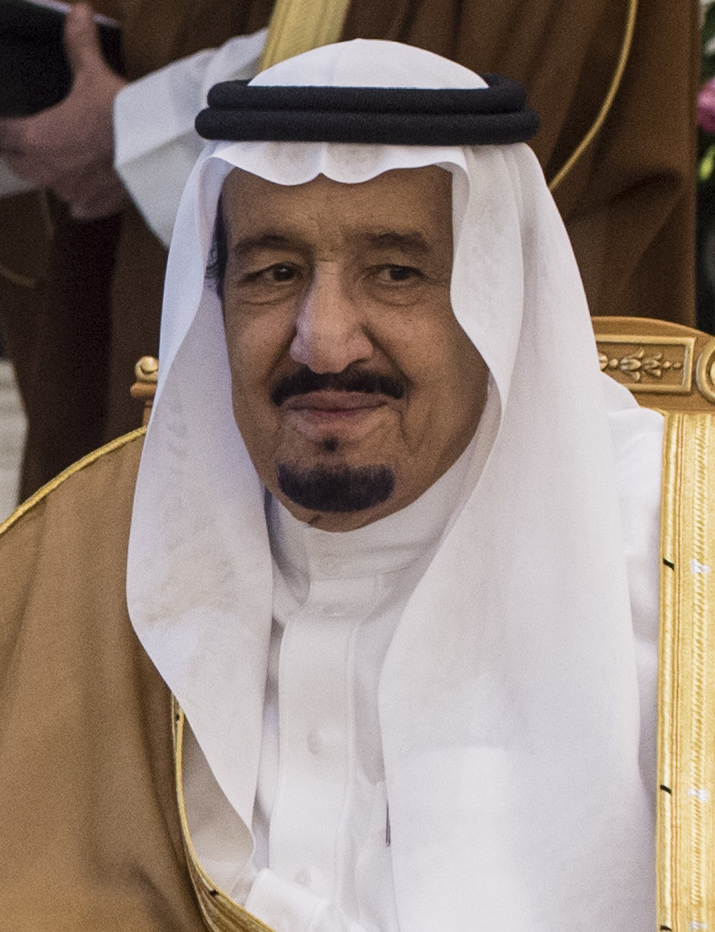
المملكة العربية السعودية خادم الحرمين الشريفين الملك سلمان بن عبدالعزيز آل سعود ملك المملكة العربية السعودية (رئيس القمة)
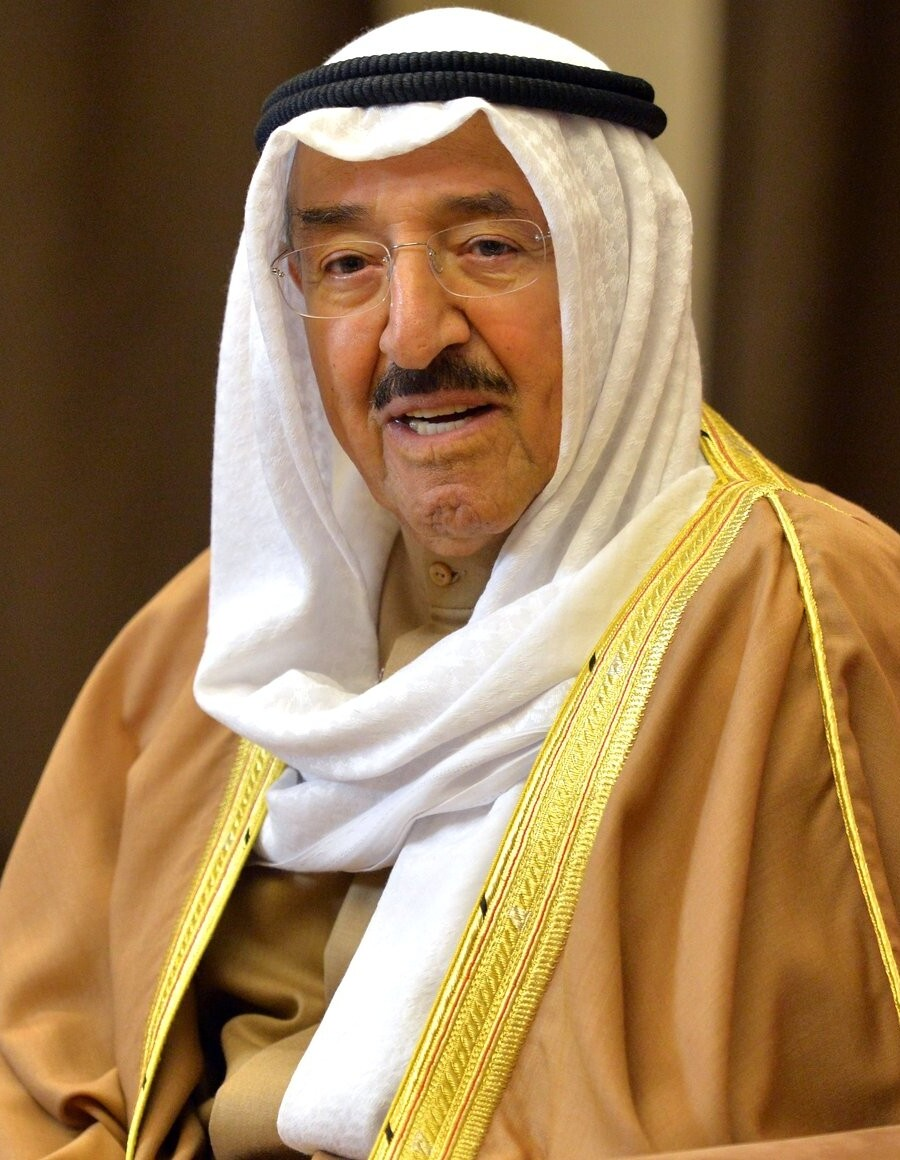
دولة الكويت صاحب السمو الشيخ صباح الأحمد الجابر الصباح أمير دولة الكويت
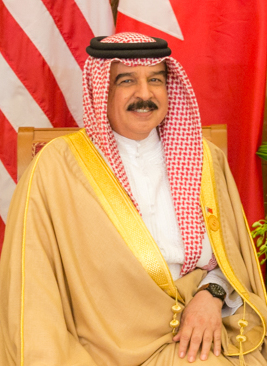
مملكة البحرين صاحب الجلالة الملك حمد بن عيسى آل خليفة ملك مملكة البحرين
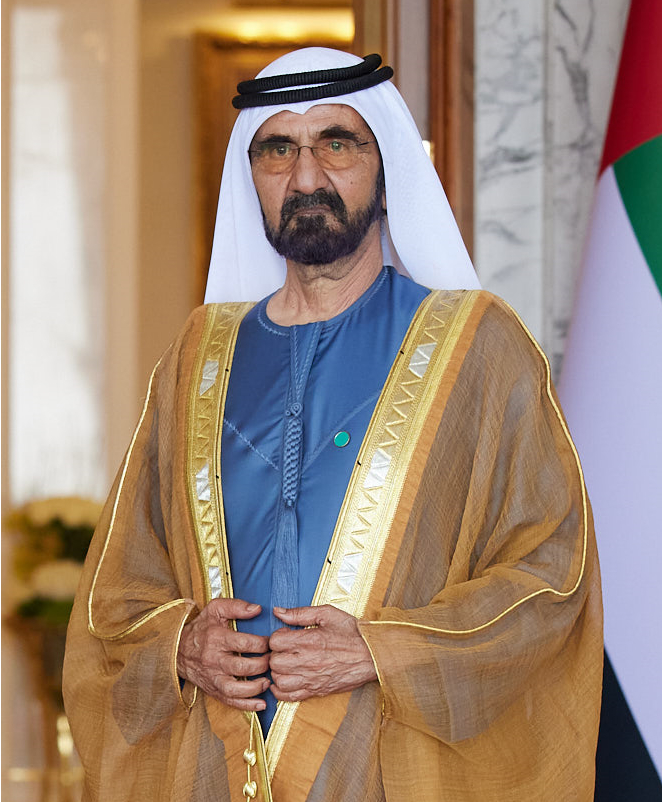
دولة الإمارات العربية المتحدة صاحب السمو الشيخ محمد بن راشد آل مكتوم نائب رئيس الدولة رئيس مجلس الوزراء حاكم دبي
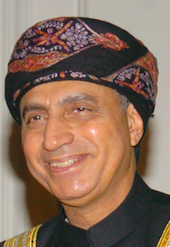
سلطنة عمان صاحب السمو السيد فهد بن محمود آل سعيد نائب رئيس الوزراء لشؤون مجلس الوزراء
دولة قطر سعادة السيد سلطان بن سعد المريخي وزير الدولة للشؤون الخارجية
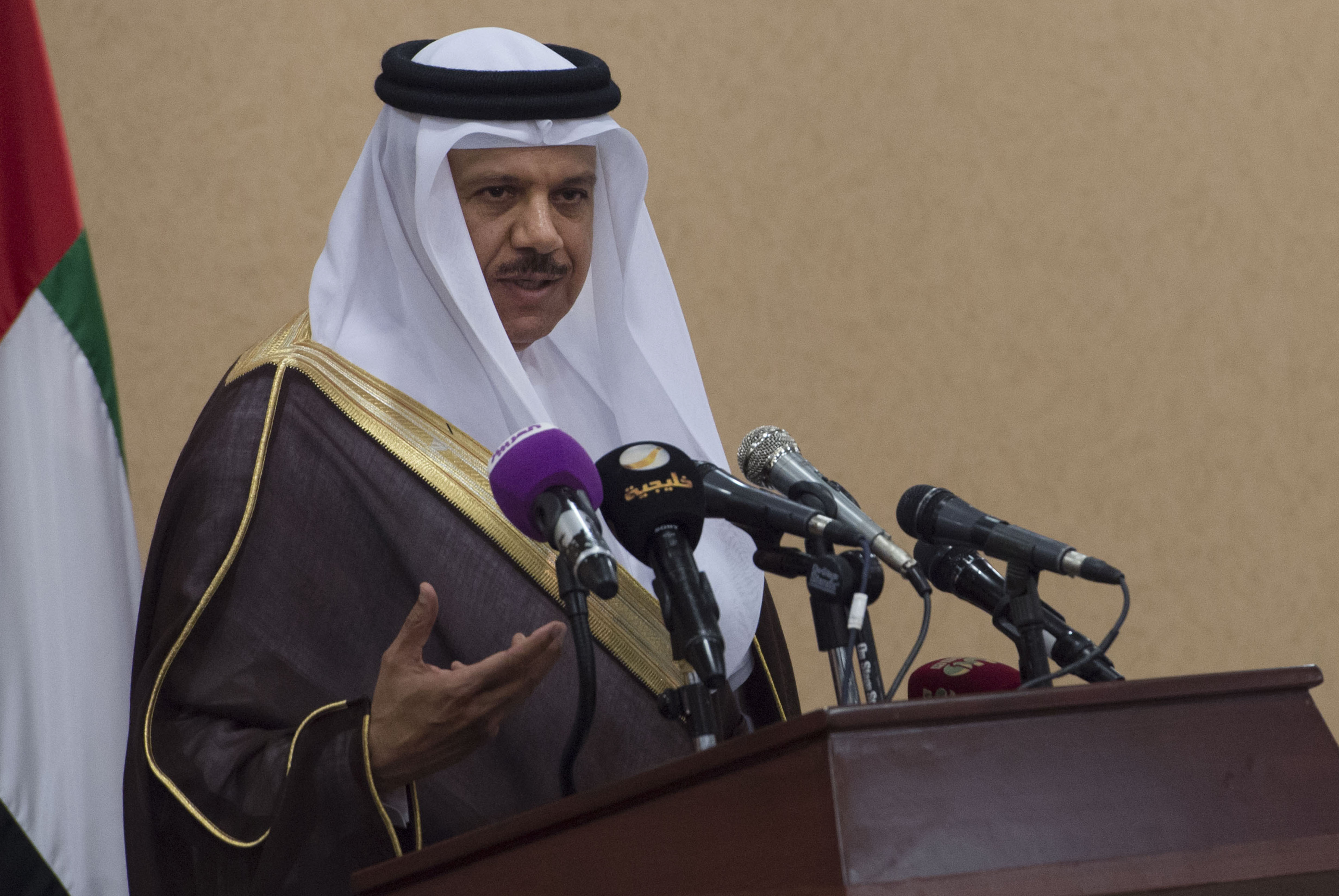
الأمانة العامة لمجلس التعاون الخليجي معالي الدكتور عبداللطيف بن راشد الزياني أمين عام مجلس التعاون لدول الخليج العربية